# Forspoken
A Forspoken egy 2023-as akció-szerepjáték, amelyet a Luminous Productions fejlesztett és a Square Enix adott ki PlayStation 5-re, és Windowsra.

## Játékmenet
A játékmenetet úgy tervezték, hogy a terepen való mozgás sebességére és folyamatosságára összpontosítson. A Square Enix a játékot egy „történetközpontú kalandként” jellemezte. A játékos karaktere, Frey, különféle mágikus varázslatokhoz fér hozzá. Minden harci összecsapás után a játékos tapasztalati pontokat szerez. Frey köpenye fejleszthető, hogy javítsa harci hatékonyságát és statisztikáit. A játékos új tárgyakat is készíthet, vagy biztonságos helyen pihenhet, hogy visszanyerje életerejét. A játék világának felfedezése közben a játékos egy „breakstorm”-ba is belefuthat, amely egy horda módhoz hasonló esemény, ahol démoni lények hullámokban támadnak Freyre. A vihar egy nevesített főellenség megjelenésével ér véget.

## Cselekmény
|  | Alább a cselekmény részletei következnek! |

Frey, egy fiatal nő, akit újszülöttként hagytak magára a Holland alagút közelében, lopás miatt bíróság elé kerül, és közmunkára ítélik. A banda, amely rákényszerítette a lopásra, csapdába csalja, de sikerül elmenekülnie otthonába, ahol macskája, Homer várja. A banda felgyújtja az épületet, de Frey és Homer épségben kijutnak. Hajléktalanná válva Frey a közmunkára ítélő bírónő gondjaira bízza Homert, majd a születésnapján ellátogat a Holland alagúthoz. Itt egy különös karkötő vonzza magához, amely aktivál egy portált, és magába szippantja őt. Frey Athia világába kerül. A hozzá kötődött karkötő felfedi, hogy érző lény, és csak ő hallhatja. Frey „Cuff”-nak nevezi el, és rájön, hogy a karkötő felébresztette benne a mágikus képességeket. Hamarosan felfedezi, hogy Athiát egy „Break” nevű miazma árasztotta el, amely minden élőlényt megront, ám ő maga immunis rá. Frey eljut Cipalba, az emberiség utolsó menedékébe a Break elől. A várost irányító tanács azonban elfogatja, mivel gyanakodnak rá ellenállása miatt, és börtönbe zárják. Egy Auden nevű polgár azonban segít neki megszökni. Frey megtudja, hogy Athiát egykor a Tanta nevű négy jóságos varázslónő uralta, ám idővel ők kezdték kibocsátani a Breaket, és elnyomták a város lakóit. Auden apja, Robian, a Break természetét kutatta, de húsz évvel ezelőtt elveszett benne. Frey elmenekül a városból, és rátalál Robianra, aki részlegesen elvesztette épelméjűségét. Visszatérnek Cipalba, ahol azt látják, hogy Tanta Sila rettegésben tartja a lakosságot, Freyt keresve. Frey visszaveri Silát, majd elindul, hogy szembeszálljon vele a birodalmában. Egy heves csatában halálosan megsebesíti Silát, és magába szívja az erejét. Frey hősként tér vissza Cipalba, ám a Break elárasztja a város nagy részét. Johedy, a levéltáros elmagyarázza, hogy a Break terjedése Sila halálának következménye, és csak a megmaradt Tanták legyőzésével lehet teljesen eltörölni. A trauma hatására Frey elutasítja ezt, és úgy dönt, hogy Robian segítségével visszatér a Földre. Azonban Robian mentális állapota gyorsan romlik. Miközben Frey gyógynövénygyantát keres a számára, Cuff ráveszi, hogy tárgyaljon Tanta Pravval. Frey megadja magát Pravnak, aki bíróság elé állítja őt Sila meggyilkolásáért. Bár Frey sikeresen kiállja a vízpróbát, Prav mégis rátámad. Frey legyőzi őt, és halála előtt Prav felfedi, hogy Tanta Cinta Frey anyja. Frey visszatér Cipalba, ahol haldokló Robiant találja. Robian, aki korábban Cinta mellett dolgozott, megerősíti, hogy Frey valóban Cinta lánya, majd meghal. Frey elhatározza, hogy szembenéz Cintával, de ahogy elindul, egy vakító fény elnyeli őt. Frey a Földön ébred, egy idealizált változatában korábbi életének, Athiáról pedig nincs emléke. Több athiai barátja is a közelben él, köztük Cinta, akivel szoros kapcsolatot ápol. Cuff kapcsolatba lép vele, és visszaadja az emlékeit. Frey rájön, hogy Tanta Olas hozta létre az illúziót, és sikerül kiszabadulnia belőle, majd Olas kastélyának közelében bukkan fel. Odabent holtan találja Olast. Ekkor Cuff emberi alakot ölt, és felfedi, hogy valójában Susurrus, egy ősi démon, akit a Rheddig ébresztett fel – azok, akik ellen a Tanták háborút vívtak. Kiderül, hogy végig Freyt használta a Tanták erejének megszerzésére. Cinta ekkor megérkezik, és segít Freynek egy újabb portálon át elmenekülni. Frey Svarganában, a Tanták végső nyughelyén találja magát, és találkozik a már józan Sila-val, Pravval és Olas-szal. Elmondják neki, hogy a Rheddig Susurrust küldte, hogy elnyomja Athiát. Bár a Tanták legyőzték őt, Susurrus négy részre szakadva összekapcsolódott velük, ami az ő őrületüket okozta. Frey újra találkozik Cintával, aki felfedi, hogy évek előtti Robian felfedezte a portált, és Cinta ezt felhasználva utazott New Yorkba, ahol teherbe esett. A többi Tanta ekkor elzárta a gyermek erejét. Miután megküzdött Susurrusszal, Cinta megakadályozta, hogy őrületbe essen, mielőtt megszülte Freyt. Félt, hogy ártani próbálhat a gyermekének, így Freyt a Földre küldte, de Susurrus darabja, amely Cintához kötődött, követte őt. A jelenben Frey ereje visszatér, és Cinta választás elé állítja őt: visszatérhet New Yorkba, vagy maradhat és szembeszállhat Susurrusszal.
- Ha Frey visszatér New Yorkba, először is magához veszi Homert, és elgondolkodik a bizonytalan jövőjén.
- Ha Frey Athiában marad, ő és Cinta szembeszállnak Susurrusszal, miközben Cinta életét veszti. Frey legyőzi Susurrust, és cuff formájában bebörtönözi, végleg hozzá kötve azt. Emlékművet állítanak Cipalban az elhunytak tiszteletére. A közép-hitelezés utáni jelenetben Frey megígéri, hogy visszatér Homérért. A játék után, Frey –aki most már Tanta lett– és szövetségesei elkezdik újjáépíteni Cipalt és eltakarítani a Breaket Athiáról, miközben Cuff kelletlenül együttműködik.

|  | Itt a vége a cselekmény részletezésének! |

## Fejlesztés
A Forspoken a Luminous Productions debütáló projektje; a cég eredetileg a Final Fantasy XV fejlesztésén dolgozó alkalmazottakból alakult. A játék fejlesztésének korábbi szakaszában Project Athia néven volt ismert. A játékot úgy fejlesztették, hogy kihasználja a PlayStation 5 grafikai képességeit. A játékban szereplő technológiák között megtalálható a ray tracing, amely jelentősen javítja a világítási effekteket, valamint a procedurális generálás, amely lehetővé teszi a nagyszabású helyszínek létrehozását. Eredetileg 2022. május 24-ére tervezték a Forspoken megjelenését, de a Square Enix elhalasztotta azt 2022. október 11-ére, majd később 2023. január 24-ére.

## Fogadtatás
| Összegzőoldal | Értékelés |
| ------------- | --------- |
| Metacritic    | 64/100    |

| Szerző         | Értékelés |
| -------------- | --------- |
| Destructoid    | 7/10      |
| Easy Allies    | 8/10      |
| Game Informer  | 7,5/10    |
| GameSpot       | 5/10      |
| GamesRadar+    | 2,5/5     |
| Hardcore Gamer | 2/5       |
| IGN            | 6/10      |
| PC Gamer (US)  | 65/100    |
| Push Square    | 6/10      |
| RPGFan         | 80/100    |
| Shacknews      | 6/10      |
| The Guardian   | 2/5       |
| VG247          | 3/5       |

A Forspoken "vegyes vagy átlagos" értékeléseket kapott a kritikusoktól, a Metacritic értékelése szerint.
A The Verge dicsérte a játék parkour rendszert, mondván, hogy ez lenyűgözővé tette a játék egyébként üres világát, amit élvezetessé tett bejárni. Ugyanakkor úgy érezték, hogy a harc "egynemű" és "eléggé haszontalan" volt hozzá képest.
A Polygon kritikát fogalmazott meg a Forspoken lassú kezdése miatt, és megjegyezte, hogy a játék véget ért, mire a játékos teljes képességkészletet kapott.

## Fordítás
Ez a szócikk részben vagy egészben  a   Forspoken című angol Wikipédia-szócikk ezen változatának fordításán alapul.  Az eredeti cikk szerkesztőit annak laptörténete sorolja fel. Ez a jelzés csupán a megfogalmazás eredetét és a szerzői jogokat jelzi, nem szolgál a cikkben szereplő információk forrásmegjelöléseként.